# Deckweiß
Beim Deckweiß handelt es sich um einen Anstrichstoff, der meist auf einem wasserlöslichen Bindemittel basiert. Das verwendete Weißpigment ist außer durch seine hohe Deckkraft nicht näher definiert. Folgende Pigmente werden häufig verwendet:
1. Bariumsulfat
2. Bleiweiß (nur in historischen Rezepten; siehe auch Bleivergiftung)
3. Lithopone
4. Titandioxid
5. Zinkoxid

Zu einem Schulmalkasten gehört regelmäßig eine Tube mit pastösem Deckweiß.